# Schloss Dennenlohe
Schloss Dennenlohe  ist ein Schloss aus dem 18. Jahrhundert im Dorf Dennenlohe, einem Ortsteil der mittelfränkischen Gemeinde Unterschwaningen im Landkreis Ansbach. Es besitzt einen historischen und einen seit 1990 neu angelegten 26 ha großen Botanischen Garten und Landschaftspark.

## Geografische Lage
Das Schloss liegt im Nordosten des Ortes. Nördlich und östlich des Wohnschlosses befindet sich die zugehörige große Parkanlage. Südlich des privat genutzten Schlosses schließt sich der barocke Wirtschaftshof, „Gutshof“ genannt, an.

## Geschichte
Die Anlage entstand aus einer erstmals 1337 erwähnten Wasserburg. 1436 wurde der Besitzkomplex von Schwaningen aufgelöst und Dennenlohe mit Oberschwaningen von Unterschwaningen getrennt. Der letzte Herr von Schwaningen vererbte Dennenlohe an seinen Schwager Sigmund von Leonrod. Durch eine Erbschaft gelangte der allodiale Besitz 1657 an die Schenken von Castell. Die ursprüngliche Burganlage war zu einem unbekannten Zeitpunkt durch ein kleines Schloss ersetzt worden. Zwischen 1698 und 1701 wurde dieses abgebrochen und 1708 sämtliche Reste auf dem Burghügel beseitigt. 1691 wurde als Amtshaus für den Vogt das „neue Haus“ östlich des heutigen Schlosses errichtet.
Im Jahre 1711 kaufte der Bankier Paul Martin von Eichler, Freiherr von Auritz, die Anlage von denen von Castell und ließ sie in den folgenden Jahren ausbauen. Ab 1734 ließ er durch Leopoldo Retti, Hofbaumeister des Markgrafen von Ansbach, die barocke Schlossanlage errichten, die aus dem Wohnschloss in frühem Rokoko und zugehörigen Wirtschaftsanlagen besteht. 1750 wurden die Arbeiten mit der Orangerie abgeschlossen. 1773 erwarb Johann Graf von Fries die Anlage und ließ in der Folge den barocken Garten in einen englischen Landschaftsgarten umgestalten. 1802 kaufte Karl Theodor von Pappenheim (1771–1853) das Anwesen als Wohnsitz für seine von ihm getrennt lebende Frau, Lucia Anna Wilhelmine Christina Gräfin von Hardenberg-Reventlow (1776–1854), die Tochter des königlich preußischen Staatskanzlers und Fürsten Karl August von Hardenberg. Die Ehe wurde 1817 geschieden und Lucia heiratete in zweiter Ehe den Fürsten Hermann von Pückler-Muskau. Für das Schloss zahlte ihr der geschiedene Ehemann 45.000 Gulden als Ablösung – heute rund 4.500.000 Euro. Das neu vermählte Paar Pückler finanzierte damit den Fürst-Pückler-Park Bad Muskau, heute UNESCO-Welterbe. 1825 kaufte Johann Gottlieb Süsskind, der 1821 vom bayerischen König Maximilian I. Joseph in den Freiherrenstand erhoben und zum „Königlich Bayerischen Kämmerer“ ernannt worden war, das Schloss, um damit auch nach außen seine Standeserhöhung repräsentativ darzustellen. Seit dieser Zeit befindet sich das Schloss im Eigentum der Familie, die das Wohngebäude auch heute noch privat nutzt.

## Anlage

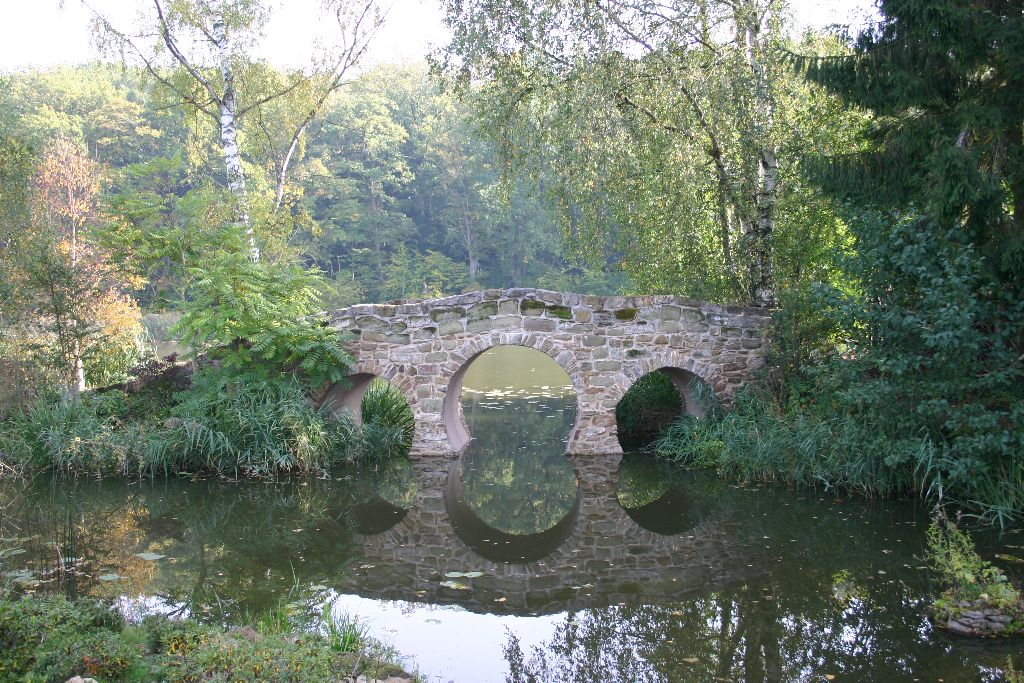
Schlosspark Dennenlohe

Das Wohnschloss ist eine barocke Dreiflügelanlage. Die Vorderseite blickt auf einen Ehrenhof, der beidseitig von je einem zweistöckigen Kavaliershaus mit Mansarddach flankiert wird. Der Mittelteil des Hauptgebäudes weist zum Ehrenhof hin sieben Fensterachsen auf. Die drei mittleren sind in einem übergiebelten Risalit hervorgehoben, in dem sich mittig im Erdgeschoss auch der Haupteingang befindet. Die beiden Seitenflügel sind mit zwei mal zwei Fensterachsen relativ klein. Die Gartenfassade weist 11 Fensterachsen auf. Auch hier sind die drei mittleren in einem übergiebelten Risalit hervorgehoben. Das Gebäude ist ebenfalls mit einem Mansarddach gedeckt.
Südlich des Wohnschlosses schließt sich der barocke Wirtschaftshof, „Gutshof“ genannt, an. Hier gruppieren sich um einen längs-rechteckigen Hof ehemalige Stallungen, der Marstall, in dem Pferde für die Kavallerie gezüchtet wurden, eine Reithalle und eine Scheune von 1700. Die Gebäude werden heute gastronomisch und für Ausstellungen, unter anderem einen Brocante Markt, genutzt. Früher waren hier auch eine Brauerei und eine Schnapsbrennerei untergebracht.
Die neugotische Kapelle in der Südwestecke der Anlage ist eine Ergänzung des Ensembles von 1868, hat aber einen älteren Turm aus der Zeit um 1490 und wird für Hochzeiten genutzt.
Die Anlage ist ein Kulturdenkmal aufgrund des Bayerischen Denkmalschutzgesetzes und wurde 1994 bis 1998 umfassend mit Unterstützung des Bayerischen Landesamts für Denkmalpflege saniert.

### Nutzung

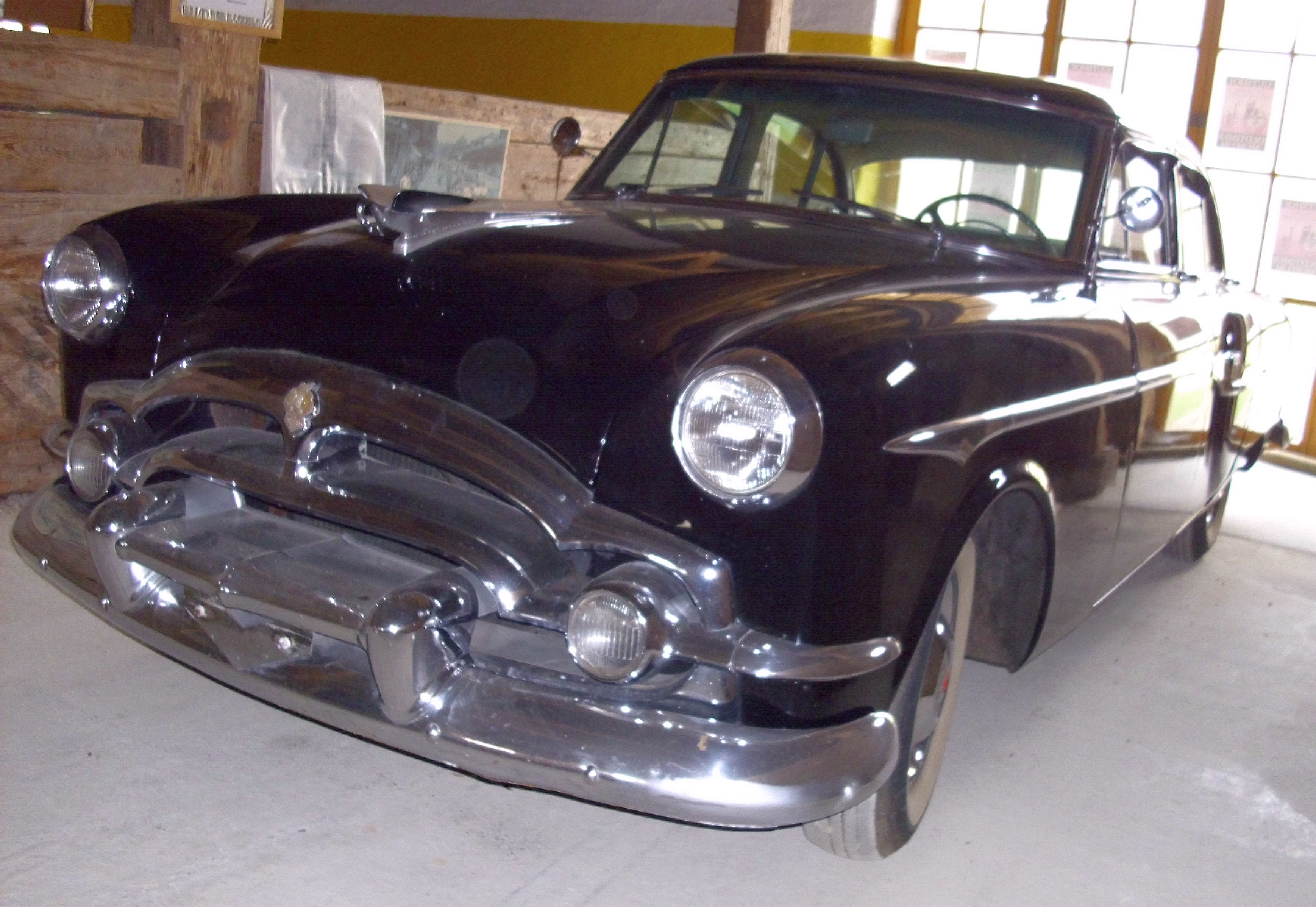
Packard Clipper von 1953

Im Gutshof befand sich von 2002 bis 2021 ein Oldtimer-Museum.
Des Weiteren gibt es im ehemaligen Marstall eine Gaststätte, in der Orangerie ein Schlosscafé, im ehemaligen Schweinestall einen Geschenkeladen/Brocante Markt und in der historischen Reitbahn eine Galerie.
Seit 2013 besteht im „Gutshof“ des Schlosses eine internationale Gartenbuchbibliothek. Hier werden die zu dem Deutschen und Europäischen Gartenbuchpreisen eingereichten Bücher gelagert und archiviert.
Im Jahr 2023 wurde der Franken-Tatort Hochamt für Toni in diesem Schloss gedreht.

## Schlosspark
Der Schlosspark hat die Grundform eines englischen Landschaftsparks und wird seit 1980 stetig erweitert. Hier befindet sich der größte Rhododendronpark Süddeutschlands mit aktuell (2022) 26 Hektar. Er ist als Botanischer Garten anerkannt. Der Landschaftspark wird immer noch erweitert. Der Park war Außenstandort der Bayerischen Landesgartenschau 2019 in Wassertrüdingen.

## Gartenbuchpreise

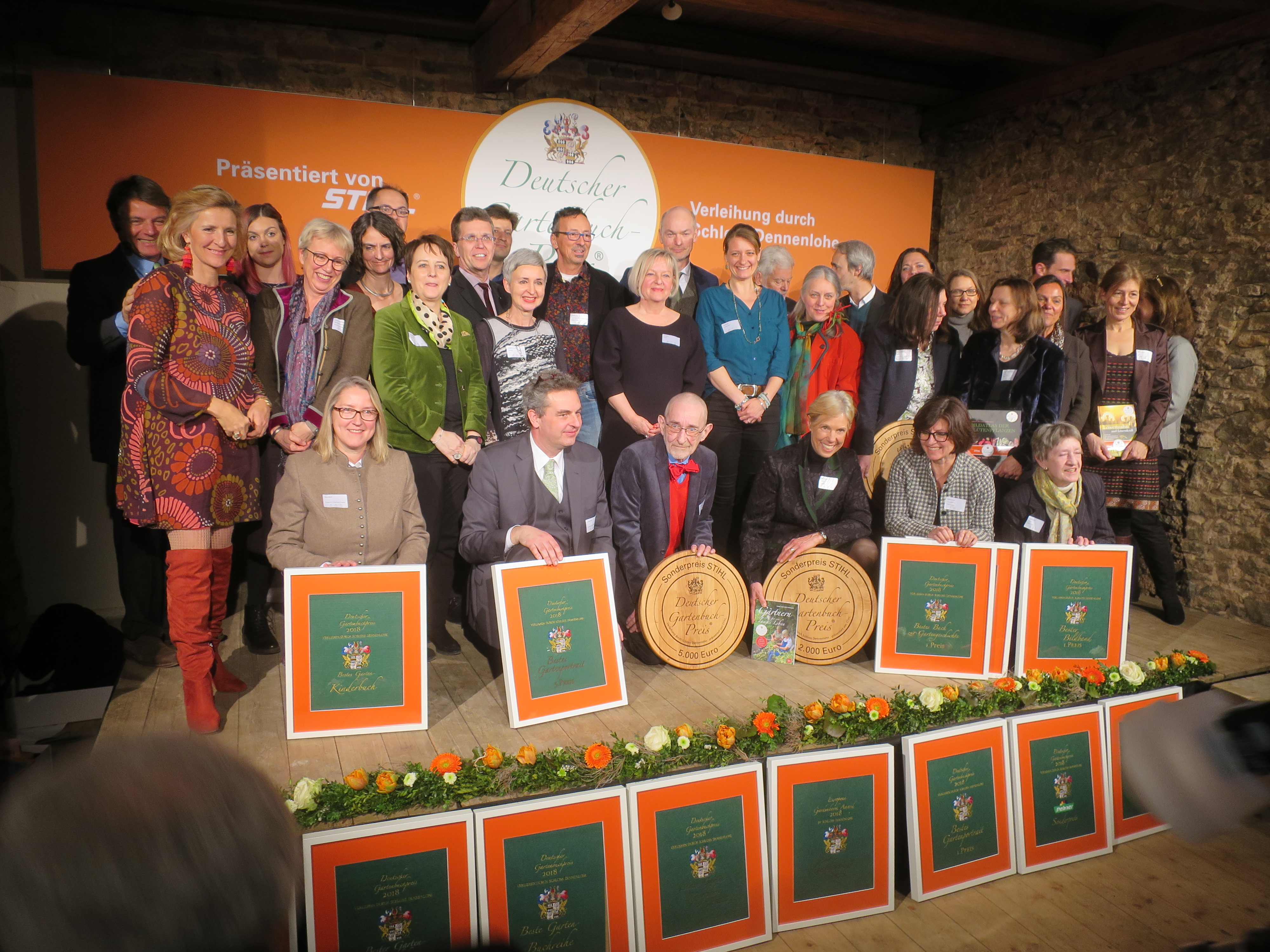
Verleihung des Deutschen Gartenbuchpreises 2018

Der Deutsche Gartenbuchpreis wird seit 2006 jährlich von und in Schloss Dennenlohe vergeben. Mit ihm werden neu erschienene Bücher zu Themen rund um den Garten gewürdigt, die Preise werden im Rahmen einer Festveranstaltung auf dem Schloss verliehen. Der Preis ist die einzige derartige Auszeichnung im deutschen Sprachraum. Im Laufe der Jahre wurden die Kategorien, in denen der Preis vergeben wird, sukzessive vermehrt. Heute (2022) werden Bücher in folgenden Kategorien ausgezeichnet: Bildband, Reiseführer, Ratgeber, Garten- oder Pflanzenportrait, Gartengeschichte, Gartenprosa oder Lyrik, Kinderbuch, Garten-Blog, Gartenkochbuch, Tiere im Garten und Gartenbuch-Reihe.
Der Europäische Gartenbuchpreis wird seit 2011 im gleichen Rahmen verliehen. Er wird an Bücher des außer-deutschen Sprachraums in Europa, an entsprechende in Deutschland in Lizenz erschienene Bücher oder an Bücher vergeben, deren Autoren im Ausland beheimatet, deren Werk aber in Deutschland erschienen ist.
Im Jahre 2013 kam der European Garden Photo Award dazu. Er wird zusammen mit dem britischen International Garden Photographer of the Year ausgelobt und juriert, um die Gartenfotografie zu fördern. Darüber hinaus wurden seit 2018 von einem Sponsor des Preises drei Sonderpreise für außergewöhnliche Leistungen mit 5000, 3000 und 2000 Euro ausgelobt. Zu den Juroren gehören international bekannte Gartenarchitekten, Garten-Experten und Fotografen.